# کوروو (استان اشوی‌داشکسیه)
کوروو (به لهستانی: Kurów) یک منطقهٔ مسکونی در لهستان است که در گمینا لیپنگک واقع شده‌است. کوروو ۴۹۰ نفر جمعیت دارد.